# Walter Rothschild (rabin)
Walter Rothschild (ur. 1954 w Bradford) – rabin związany z ruchem reformowanym.

## Życiorys
Studiował teologię w Cambridge oraz w Leo Baeck College w Londynie. Był nauczycielem religii w londyńskiej szkole. Po ordynacji rabinackiej w 1984 pracował 10 lat w Sinai Synagogue of Leeds oraz dla sąsiednich społeczności żydowskich. Następnie przeniósł się do wiedeńskiej synagogi Or Chadasch (1995-1997). W latach 1997–1998 służył na Arubie (Antyle Holenderskie) w synagodze Beth Israel Joodse Gemeente, a potem w Berlinie między 1998 a 2000 rokiem. Od 2001 działa jako "wolny strzelec".
25 stycznia 2005 z okazji 60. rocznicy wyzwolenia obozu koncentracyjnego Auschwitz-Birkenau odznaczony Krzyżem Kawalerskim Orderu Zasługi Rzeczypospolitej Polskiej za działalność na rzecz dialogu żydowsko-chrześcijańskiego.
W 2006 powrócił do Wiednia. W University of London napisał doktorat o ostatnim naczelniku kolei w Palestynie, Arthurze Kirbym. W grudniu 2007 uzyskał stopień doktora filozofii.
Członek sądu rabinackiego działającego dla polskiej społeczności żydów reformowanych Beit Warszawa.
Jest ojcem trojga dzieci: Nechama, Jacoba i Bracha.